# トム・プリチャード
"ドクター" トム・プリチャード（Dr. Tom Prichard、本名：Thomas Prichard、1959年8月18日 - ）は、アメリカ合衆国の元プロレスラー。テキサス州パサデナ出身。
元WWF世界タッグ王者。近年はWWEのトレーナーとしての活動で知られる。WWEのブッキング・コンサルタントを務めていたブラザー・ラブことブルース・プリチャードは彼の弟である。

## 来歴
ホセ・ロザリオのコーチを受け、1979年にデビュー。キャリア初期はカリフォルニア南部のNWAロサンゼルス地区にてベビーフェイスの新鋭として売り出され、1980年にアル・マドリルと組んでオックス・ベーカー&エンフォーサー・ルシアーノからアメリカス・タッグ王座を奪取。同年8月8日にはオリンピック・オーディトリアムにて藤波辰巳のWWFジュニアヘビー級王座に挑戦した。翌1981年1月、新日本プロレスに初来日し、四日市にて藤波の同王座に再挑戦している。
ロサンゼルス地区の停滞後は地元テキサスのサンアントニオ地区を経て、1982年から1983年にかけては当時のNWAの主要テリトリーだったジョージア・チャンピオンシップ・レスリングで活動。ケビン・サリバン、チック・ドノバン、レイ・スティーブンス、マスクド・スーパースター、ワイルド・サモアンズ、アイアン・シーク、バズ・ソイヤー、ポール・エラリング、ボブ・ループなどと対戦した。
1984年から1985年にかけては太平洋岸北西部のパシフィック・ノースウェスト地区を主戦場に、マイク・ミラー、ダグ・サマーズ、リップ・オリバー、エド・ウィスコスキー、ケンドー・ナガサキらと抗争を展開。オレゴンでは1984年10月21日と22日、リック・フレアーのNWA世界ヘビー級王座に連続挑戦した。
その後、テネシー州メンフィスのCWAを経て、1986年よりアラバマのテリトリーに入り、以降1980年代後半は同地区（コンチネンタル・チャンピオンシップ・レスリング、コンチネンタル・レスリング・フェデレーション）に定着。1986年はUSジュニアヘビー級王座を巡りティム・ホーナーと抗争を繰り広げ、ヘビー級転向後の1987年10月26日にはトニー・アンソニー、1988年2月15日にはジョナサン・ボイドを下してNWAアラバマ・ヘビー級王座を獲得。1988年10月3日にはトーナメントの決勝でダーティ・ホワイト・ボーイを破り、CWFヘビー級王座の初代チャンピオンに認定されるなどして活躍した。
1989年10月、新本プロレスへの8年ぶりの再来日を果たし、同年4月にデビューした獣神ライガーと対戦。1990年代に入るとジェリー・ローラーとジェリー・ジャレットが主宰していたCWAの後継団体USWAを主戦場に活動。ヒールに転向して若手時代のスティーブ・オースチンらと共闘し、ジェフ・ジャレット、ロバート・フラー、ビル・ダンディー、ブライアン・クリストファーと抗争を展開した。1991年9月には同じくUSWAで活動していたエディ・ギルバートと共に、旗揚げして間もないW★INGに来日している。
1992年からはノックスビルのスモーキー・マウンテン・レスリング（SMW）に参戦し、団体のオーナーであるジム・コルネットをマネージャーに迎え、ファビュラス・ワンズやミッドナイト・エクスプレスのメンバーだったスタン・レーンとヘブンリー・ボディーズ（The Heavenly Bodies）なるタッグチームを結成。ドクター・オブ・デザイア（Doctor of Desire）をニックネームに、ザ・ファンタスティックスやロックンロール・エクスプレスとタッグ王座を争った。
1993年、当時SMWやUSWAとの業務提携を開始していたWWFに、ヘブンリー・ボディーズの新パートナーであるジミー・デル・レイとのコンビで登場。8月30日のサマースラム1993ではリック&スコットのスタイナー・ブラザーズが保持していたWWF世界タッグ王座に挑戦した。1994年3月20日にニューヨークのマディソン・スクエア・ガーデンで行われたレッスルマニアXでは、ダーク・マッチにおいてザ・ブッシュワッカーズ (ブッチ・ミラー&ルーク・ウィリアムス) から勝利を収めている。同年5月にはデル・レイとのヘブンリー・ボディーズで全日本プロレスに来日、アブドーラ・ザ・ブッチャー&ジャイアント・キマラ2号などのチームと対戦した。
1994年下期よりヘブンリー・ボディーズとしてWWFに定着。11月23日のサバイバー・シリーズ1994では、テッド・デビアス率いるミリオンダラー・コーポレーションのキングコング・バンディ、タタンカ、バンバン・ビガロとのクインテットで、レックス・ルガー、メイブル、アダム・ボム、ビリー・ガン、バート・ガンのチームと対戦した。1995年8月7日には古巣のUSWAにおいて、J・C・アイス&ウルフィー・DのPG-13からUSWA世界タッグ王座を奪取。12月9日にはECWのPPV大会 "December to Dismember" にも出場した。
SMWの活動停止後はデル・レイとのコンビを解消して、コルネットと共にWWFとフルタイム契約を結び、1996年にはスキップことクリス・キャンディードと女性マネージャーのサニーのザ・ボディードナーズ（The Bodydonnas）に加入。スキップのタッグパートナーとしてジップ（Zip）を名乗り、3月31日のレッスルマニアXIIで行われた王座決定戦でヘンリー&フィニアスのザ・ゴッドウィンズを下してWWF世界タッグ王者となった。
ボディドナーズ解散後はWWFのスタッフ（タレント・スカウト、ロード・エージェント、トレーナー）となって活動。トレーナーとしてはドリー・ファンク・ジュニアと共に、カート・アングルをはじめ数々のスター選手を指導している。リングで試合をすることになったビンス・マクマホンやシェイン・マクマホンのトレーニング相手も務め、番組内のスキットにも登場した。また、ダイジェスト番組のカラー・コメンテーターやWWE.comでの自身のコラム執筆なども手掛け、多才ぶりを発揮。WWE.comでは、トーク・コーナー "Byte This" のホストも担当していた。
2004年にWWEを解雇されてからは各地のインディー団体でトレーナーを務める一方、選手として試合にも出場。2005年5月13日にはリック・スタイナーを破り、インディー版のタイトルとして復活したNWAアラバマ・ヘビー級王座を獲得した。
2007年、ファーム団体の選手を指導するデベロップメント・トレーナーとしてWWEと再契約。ビル・デモットに代わるDSWのヘッド・トレーナーを経て、スティーブ・カーンが主宰するFCWのヘッド・トレーナーを2012年まで務めた。また、WWEでの活動と並行してインディー団体のレスリング・スクールでもセミナーを開講し、後進の指導・育成に尽力している。

## 獲得タイトル
NWAハリウッド・レスリング
- NWAアメリカス・タッグ王座：4回（w / アル・マドリル×2、アポロ・ジャリスコ、クリス・アダムス）[5]

パシフィック・ノースウエスト・レスリング
- NWAパシフィック・ノースウエスト・タッグ王座：3回（w / ブレット・ソイヤー×2、ジェリー・グレイ）[34]

コンチネンタル・チャンピオンシップ・レスリング / コンチネンタル・レスリング・フェデレーション
- NWA USジュニアヘビー級王座（サウスイースト版）：7回[13]
- NWAアラバマ・ヘビー級王座：2回[14]
- CWFヘビー級王座：3回[15]

ユナイテッド・ステーツ・レスリング・アソシエーション
- USWA南部ヘビー級王座：6回[35]
- USWAテキサス・ヘビー級王座：2回
- USWA世界タッグ王座：1回（w / ジミー・デル・レイ）[24]

スモーキー・マウンテン・レスリング
- SMWタッグ王座：8回（w / スタン・レーン×5、ジミー・デル・レイ×3）[21]

ワールド・レスリング・フェデレーション
- WWF世界タッグ王座：1回（w / スキップ）[27]

## 指導選手
- バル・ビーナス
- エッジ
- マーク・ヘンリー
- ブラッカス
- カート・アングル
- ジャイアント・シルバ
- ショーン・デバリ
- ロメオ・ロゼリー
- エゼキエル・ジャクソン
- ドルフ・ジグラー
- ヨシ・タツ
- ベラ・ツインズ
- ブライアン・ケイジ